# 玛丽王后号战列巡洋舰
玛丽王后号（英语：HMS Queen Mary）是皇家海军在第一次世界大战前建造的最后一艘战列巡洋舰。作为雄狮级战列巡洋舰的次级，玛丽王后号与雄狮级战列巡洋舰有许多共同的特征，包括它的八门13.5英寸（343毫米）主炮。玛丽王后号于1913年完成，并于1914年参加了她的第一次实战赫尔戈兰湾战役。同时也像部分的英国战列巡洋舰一样，这艘船在战争期间从未离开过北海。玛丽王后号与第一战列巡洋舰分队试图拦截1914年12月攻击英格兰北海海岸的德国舰队，但没有成功。该船于1915年初进行了改装，并错过了1月的多格尔沙洲战役，但参加了战争中最大的舰队行动，即1916年中期的日德兰战役。在日德兰海战的早期时，它被德国战列巡洋舰德费林格尔号击中两次，不久后它的主炮塔被命中导致弹药库殉爆，并在不久后沉没。
玛丽王后号的残骸于1991年在北海海底发现，且根据1986年《保护军事遗骸法》，她的遗骸被指定为受保护的地方，因玛丽王后号战列巡洋舰是1246名士兵与军官的葬身之地。

## 设计于建

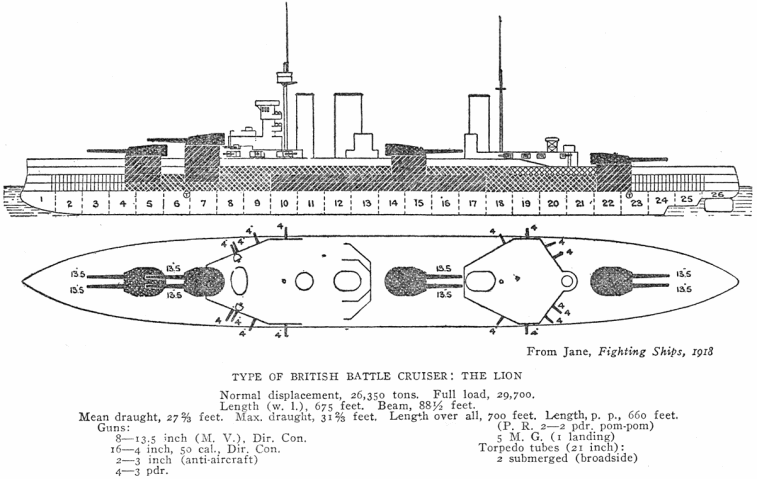
雄狮级的左侧图与俯视图，玛丽王后级在外观上与前级基本一致

根据1910-11年海军计划，玛丽王后号与乔治五世级的四艘战列舰一起被建造。与当时大部分的海军计划相同，每个海军计划只开工了一艘战列巡洋舰。在副炮和装甲的分配以及军官宿舍的位置上，它与前级雄狮级不同。自1905年设计无畏号战列舰以来，每艘主力舰都将军官的宿舍放在离他们岗位更近的舰中央；但在接连收到军官的投诉后，玛丽王后号将宿舍恢复到船尾的传统位置，同时也是第一艘将宿舍恢复到船尾的传统位置的战列巡洋舰，此外，它也是第一艘拥有舰尾阳台的战列巡洋舰。

## 舰名来源
玛丽王后号是以乔治五世国王的妻子玛丽命名，同时也是唯一一艘使用这个名字的皇家海军军舰。 1912年3月20日，女王在船上受洗的代表是艾伦代尔子爵的妻子。

## 基本信息
玛丽王后号比前级雄狮级略大，总长度为700英尺0.6英寸（213.4米），宽度为89英尺0.5英寸（27.1米），满载时吃水32英尺4英寸（9.9米）。该船的排水量为27,200吨，满载排水量则为32,160吨，比前级多了1,016吨。在满载的情况下，它的偏心高度为5.92英尺（1.8米）。在人员方面上，该船在和平时期为997名军官及船员，但在战时增加到1,275名。

## 动力
该船有两套蒸汽涡轮机，且都被安置在单独的机房中。每套由驱动舷外螺旋桨轴的高压涡轮和驱动内轴的低压涡轮机组成。每个高压涡轮机的外壳中都内置了一个烟囱，用于排放航线时的蒸汽。这些涡轮机的设计输出功率为75,000轴马力（56,000千瓦），比她的前级多出了5,000马力（3,700千瓦）。在1913年5月和6月的海上试航中，玛丽王后号达到了83,000马力（62,000千瓦），使她超过了28节（52公里/小时；32英里/小时）的设计速度。蒸汽则由42台锅炉所产生，且这42台锅炉分布在七个锅炉房中。该舰最大可搭载3,660吨煤炭，如果以十节（19公里/小时；12英里/小时）的经济航速航行，那么在理论上来讲她可以航行5,610海里（10,390公里；6,460英里）。 

## 主炮
玛丽王后号在四个双液压动力炮塔（双联装）中安装了八门BL 13.5英寸Mk V炮，从船头到船尾被指定为“A”、“B”、“Q”和“X”。火炮仰角最低可以降低到-3°，最高可以升到20°，尽管控制炮塔的军官将最大仰角限制在15°，直到1916年5月日德兰海战前安装了棱镜，以允许完全发挥仰角。如果使用穿甲弹（AP），那么主炮最大射程在23,740码（21,708米）左右。射速为每分钟1.5-2发。玛丽女王在战时大部分时间中携带880发炮弹，相当于每门炮有110发炮弹。

## 副炮
它的副炮包括16门4英寸Mk VII炮，其中大部分安装在甲板上，这与前级雄狮级的设计不同。仰角则可以降到-7°，最大高度为15°。最大射程为11400码（10400米）；每门副炮携带150发炮弹。

## 防空武器
这艘船在建造时没有安装任何高射炮，但在1914年10月加装了两门。其中一个是高射6磅炮，另一个是3英寸高射炮，且都在较高地点安装。高射6磅炮的炮弹速度为1773英尺/秒（540米/秒），三英寸炮为2,604英尺/秒（794米/秒），两门炮的最大有效射程为23,000英尺（7,010米）。

## 鱼雷
玛丽王后号安装了两个21英寸（530毫米）的水下鱼雷管，左右舷各一个。携带14枚Mk II***鱼雷，每枚鱼雷的弹头的当量为400磅（181公斤）TNT。鱼雷的最大射程在4500码（4,115米）左右，速度为45节（83公里/小时；52英里/小时）或10,000码（9,144米），29节（54公里/小时；33英里/小时）。

## 火控
1913年2月，海军部从 亚瑟·约瑟夫·亨格福德·波伦（Arthur Joseph Hungerford Pollen）那里购买了五套先进的计算机火控设备，并将其中一套安装在玛丽女王身上，同时它的四个炮塔都配备了9英尺的测距仪，“B”和“X”炮塔则进一步配备了辅助控制位置。火控的大致操作如下:先由一个位于司令塔顶部的9英尺（2.7米）测距仪测距，并将射程数据输入在位于司令塔下方发射站的机械火控计算机（Argo Clock Mk IV），计算机将信息转换为范围和偏转数据，供火炮使用，目标的数据也会以图形的方式记录在绘图表上，以协助炮兵军官预测目标的移动。船尾鱼雷指挥塔是备用炮兵控制位置。所有四个炮塔都配备了9英尺的测距仪，“B”和“X”炮塔则进一步配备了辅助控制位置。由于在第一次世界大战之前的几年里，火控技术迅速发展，导演射击系统的便是发展中的一个重大进步。这包括增加了一名位于船上高处的火控主管，该指挥员通过指针为炮塔提供高程和训练角度，炮塔船员只需照做，且由于主炮采用了相同口径且大部分时间都是齐射，这对于瞄准有不小的帮助，并在最大程度上减少了炮弹分散的影响。

## 装甲
玛丽女王的装甲设计以雄狮级战列巡洋舰为基础；拥有9英寸（229毫米）的克虏伯水线装甲，但却没有船头或船尾。此外，该舰还被赋予了上装甲带，最大厚度为6英寸，长度与水线装甲最厚的部分相同。四英寸的水密舱关闭了装甲堡垒的两端。保护甲板的材料使用了高强度钢镀层，比镍钢便宜，但同样有效。下装甲甲板通常只有1英寸（25毫米）厚，但除了装甲堡垒外，通常有2.5英寸（64毫米）厚。上装甲甲板位于上装甲带的顶部，厚度也只有一英寸。
炮塔的正面和侧面有9英寸，而它们的顶部装甲厚度为2.5至3.25英寸（64至83毫米）。炮座在甲板上方受到9英寸装甲的保护，前方4英寸炮由三英寸侧面和两英寸高强度钢甲板在头顶保护。司令塔的侧面有10英寸（254毫米）厚，且拥有三英寸的屋顶和通信管。它的船尾鱼雷指挥塔受到了六英寸的墙壁和三英寸的铸钢屋顶的保护。2.5英寸（64毫米）厚的高强度钢在弹药库安装，它的烟囱则有侧面1.5英寸（38毫米）的高强度钢装甲的保护，甲板和船首之间的装甲厚度为1英寸。

## 建造与职务
1911年3月6日，玛丽王后号在贾罗的帕尔默造船和钢铁公司造船厂开工，于1912年3月20日下水并于1913年8月完工。总建造成本为2,078,491英镑（包括武器）。该船于7月1日由CaptainReginald Hall指挥，并于9月4日服役。被分配到贝蒂少将指挥的第一战列巡洋舰分队（BCS），玛丽王后号和第一战列巡洋舰分队的其他舰艇于1914年2月一同对布雷斯特进行了访问，紧接着该分队于6月访问了俄罗斯。

## 第一次世界大战

#### 赫尔戈兰湾战役（1914年）
玛丽王后号的第一次实战是在1914年8月28日，与戴维·贝蒂少将指挥的第一战列巡洋舰分队一同参加了赫尔戈兰湾战役，贝蒂的军舰最初的任务是为靠近德国海岸的英国巡洋舰和驱逐舰提供支援，以防德国公海舰队为了应对英国的攻击而派出的主力舰，以及摧毁德国的驱逐舰与巡洋舰。由于当时英国的巡洋舰队和驱逐舰队未能按照计划撤退，刚刚服役的轻巡洋舰林仙号在战斗的早些时候还遭到了重创，并且根据当天的潮汐德国在威廉港的战列巡洋舰乃至战列舰在午后便可离开威廉港，因此贝蒂命令第一战列巡洋舰队于11:35以26节的航速向东南方向前进，考虑到当时的海面平静，比较容易发现潜望镜，贝蒂便于11:45分时下令提速至27节。大约1个小时后，贝蒂抵达战场时，看见了正在撤退的。当贝蒂的战列巡洋舰在12:37从薄雾中出来时，便开始向德国的轻巡洋舰斯特拉斯堡号和科隆号倾泻火力。虽然斯特拉斯堡号依靠28.6节的高航速躲进了雾中，但科隆号却因为其26.8节的航速而无法摆脱以27高速航行的贝蒂舰队，很快贝蒂的战列巡洋舰就将其重创。然而，贝蒂却因为正前方突然出现的老式轻巡洋舰阿里阿德涅号分散了注意力，使他转舵追击，并且在第三次齐射中，点燃了它舰身上的油漆。13:10，贝蒂下令转向北方，并发出了撤退的信号。贝蒂的主力在转向北方后不久就遇到了重伤的科隆号，不久后科隆号就被雄狮的两次齐射击沉了。

#### 突袭斯卡伯勒
在早些时候的11月3日对英国的大雅茅斯的突袭成功后，德意志帝国海军决定了一项突袭北海海岸英国城镇的计划，并试图引出皇家海军并将其重创。但之后海军上将弗朗茨·冯·希佩尔设计了更大规模的行动：先由高速的战列巡洋舰将进行攻击，而整个公海舰队将在多格尔沙洲以东埋伏前来追击的英国舰队。但德国人不知道的是，英国人已经破译了他们的电报，并计划在回程途中摧毁突袭部队。贝蒂的第1 战列巡洋舰舰队（现在减少到四艘战列巡洋舰）与第2战列分舰队的六艘无畏舰一起，从大舰队中分离出来，试图在多格尔沙洲附近拦截德国舰队。此时，玛丽王后号仍由C上尉指挥。
希佩尔于1914年12月15日启航进行另一次此类袭击，并成功轰炸了几个英国城镇，但护送第一战列巡洋舰舰队的第一艘英国驱逐舰已经在05:15遇到了公海舰队的德国驱逐舰，并与他们进行了一场没有结果的行动。指挥第2战列分舰队的海军中将瓦伦德爵士（Sir George John Scott Warrender of Lochend）在05:40收到一个信号，即驱逐舰正在与敌方驱逐舰交战，尽管贝蒂没有收到。驱逐舰鲨鱼号在07:00左右发现了罗恩号装甲巡洋舰及其护卫舰，但它直到07:25才发送消息。瓦伦德收到了信号和战列巡洋舰新西兰号也收到了——但贝蒂依旧没有收到，尽管新西兰的任务是在驱逐舰和贝蒂之间传递信息。瓦伦德试图在07:36将鲨鱼号的信息传递给贝蒂，但他直到07:55才设法联系上。当贝蒂收到消息并派遣新西兰寻找罗恩号时，他改变了方向。当贝蒂收到消息斯卡伯勒在09:00遭到炮击时，新西兰号正在大修，贝蒂紧急命令其重新加入中队，并向西前往斯卡伯勒。 英国军队在多格尔沙洲的西南浅滩周围分散；贝蒂的船只向北经过，而沃伦德则向南穿过，向西行驶，封锁了穿过保卫英国海岸雷区的主要路线。这在他们之间留下了15海里（28公里；17英里）的空隙，德国轻型部队开始通过这个空地移动。12点25分，第二侦察团的轻巡洋舰开始经过寻找希佩尔的英国部队。轻巡洋舰南安普顿号发现了施特拉尔松德号轻巡洋舰，并向贝蒂发出了报告信号。12:30，贝蒂将他的战列巡洋舰的航向转向德国舰艇。贝蒂认为德国巡洋舰是由希佩尔指挥的战列巡洋舰的前卫；然而实际上，这些巡洋舰落后了希佩尔约31英里（50公里），同时一直在跟随贝蒂的第2轻巡洋舰中队脱离以追击德国巡洋舰，但英国战列巡洋舰的误导信号将他们召回了原本的位置。这种混乱使德国轻巡洋舰得以逃脱，并提醒了希佩尔导致他注意到了英国战列巡洋舰的位置，将德国战列巡洋舰的航向调整至英国舰队的东北，并成功逃脱。

#### 日德兰战役
1916年5月31日，英国人通过破解德国的无线电信息，得知了德国舰队将会有一个大动作，并赶在他们前面出港拦截，玛丽王后号与战列巡洋舰舰队的其他舰艇一起出海，去拦截公海舰队的出击。希佩尔的战列巡洋舰在15:20在西部发现了战列巡洋舰舰队，但贝蒂的船只直到15:30才在东部发现了德国人。两分钟后，他下令将航线改道到东南偏东，以横跨德国人的撤退线，并召集他的船员前往行动站。希佩尔命令他的船只以接近180度的角度右转，以远离英国的舰船，并将速度降低到18节（33公里/小时；21英里/小时），让第2侦察队的三艘轻巡洋舰迎头赶上。随着这个转弯，希佩尔正在向公海舰队后退，然后在他身后约60海里（110公里；69英里）。大约在这个时候，贝蒂改变了航线，因为很快就发现他方向太偏了了，无法切断希佩尔的撤退路线，而后开始了所谓的“向南跑”。贝蒂在15:45改变了路线，转向东南偏东，与希佩尔的路线平行，现在双方的距离接近18,000码（16,000米）。德国人首先在15:48开火，然后是英国人。英国船只的精度不敢恭维，因为只有两艘领头的船只雄狮号和玛丽王后号，且德国人在开火时稳定于航道上，导致德国的火力从一开始就是极为精准的，但因为德国船只在雾中若隐若现，使英国人算错了射程，导致前期的战斗中只有玛丽王后号对敌方的战列巡洋舰有威胁。与此同时，玛丽王后号在15:50左右使用“A”  “B”炮塔向塞德利茨开火，15:54，距离减少到了12,900码（11,800米），因此贝蒂下令将航线改为右舷两点，在15:57的时候拉开了距离，在此期间，玛丽王后号在15:55和15:57两次击中了赛德利茨，其中一次命中造成了起火，并摧毁了赛德利茨号后部的一座主炮塔。但因为距离过远，导致英国的战列巡洋舰无法准确射击，贝蒂便下令将航线更改为东南偏东，在16:12至16:15时再次拉近距离。这一动作使雄狮号立马暴露在了德国战列巡洋舰的火力下，这导致它被击中了几次；这些命中导致了雄狮的起火，起火的烟雾导致德费林格尔号看不清雄狮，因此开始向右转向——并将它的火力转移到玛丽王后号身上，由于现在德费林格尔的炮兵军官看到它是英国战线的第二艘船，因此在16:16被错认为大公主号。在一分钟后的16:17，玛丽王后号再次击中了赛德利茨，并击毁了它的一门副炮，同时，玛丽王后号在16:21之前被塞德利茨击中了两次，造成的损伤不明，但当时德国战列巡洋舰击中了她“Q”炮塔的炮塔侧面，并击毁了炮塔中的右侧炮。到16:25，距离在此时增加至14,400码（13,200米），贝蒂向右转了两度，试图再次将与之间敌人的距离缩短。然而，这一个举动对玛丽王后号来说太晚了，因为德费林格尔号的主炮已经开始发威，并在16:26左右命中了玛丽王后两次。且有其中一枚炮弹击中了主炮塔并引爆了弹药库，这导致了玛丽王后号在前桅附近被炸成了两段。在“Q”炮塔内的海军陆战队成员斯托里（Jocelyn Storey）幸存下了来，并在战后回忆道：“军舰的前面发生了一场巨大的爆炸，爆炸席卷了我所的炮塔，左侧炮断成了两半，炮的后半部分直接掉入了炮塔里，右侧的主炮从炮座上滑落。炮塔中的线状无烟火药被点燃起火，并产生了有毒烟雾，进而导致了炮塔内一些船员的窒息。”由于英国皇家海军并未吸取之前战斗中的教训去修改弹药库的设计，进而导致几乎在主炮塔被命中 的瞬间就摧毁了这艘军舰。当玛丽王后号开始倾覆和下沉时，舰尾处发生了二次爆炸爆炸。在它沉没后，它身后的战列巡洋舰虎号，被迫转向以躲避它的遗骸。全舰共有1266名船员，其中1246名船员随船沉没；而幸存者仅有20人，其中有18人幸存者被驱逐舰月桂、攻城雷和蒂珀雷里搭救，另外2人被德国军舰救援。